# Трал
Трал (Tralleis също Tralles; на старогръцки: Τράλλεις)) е античен град в Кария или Лидия, в Мала Азия. Намира се до днешния град Айдън (Турция).
На хълма Topyatagi над град Айдън се намират разкопките на римски гимназион, агора, стадион, театър, ред от колони и много храмове.

## Прочути личности на града
- Аполоний от Трал, художник (2/1 век пр.н.е.)
- Флегон от Трал, писател (2 век)
- Антимий от Трал, математик и архитект (втората половина на 5 век – ок. 534 г.)
- Александър от Трал, медик (525 – 605)